# TT49
Das Grab TT49 (englisch Theban Tomb 49 = Thebanisches Grab Nr. 49) befindet sich in der Nekropole von el-Chocha in Theben-West in Ägypten. Es stammt aus der 18. Dynastie und gehörte Neferhotep, der Schreiber des Amun war. Die Szenen im Grab sind vor allem bemerkenswert, weil sie zahlreiche Architekturdarstellungen beinhalten.

## Grab
Die Grabanlage besteht aus einem Hof, einer dekorierten Querhalle, einem dekorierten Saal mit vier Pfeilern und einer Nische mit Statuen des Grabinhabers an der Rückseite dieser Halle. Von dort führt auch ein Gang hinunter in die eigentliche Grabkammer, die undekoriert ist.
Die Dekoration der Grabkapelle besteht aus Malerei und versenkten Reliefs. Die Bilder haben Begräbnisrituale und Szenen aus dem Leben des Neferhotep zum Thema. Auf einer Wand sieht man König Eje II. am Erscheinungsfenster. Er wird von der Königin begleitet, deren Name nicht erhalten ist. Vor ihnen stehen Neferhotep und andere Personen, die dem König ihre Aufwartung machen. Eine weitere Szene zeigt die Königin am Erscheinungsfenster des Palastes, wie sie Meritre, der Gemahlin von Neferhotep, Geschenke übergibt. 
Eine weitere Szene zeigt eine Feier. Es sind Reihen von Gästen abgebildet. Eine Frau übergibt sich. Musikanten sorgen für Unterhaltung. Begräbnisfeierlichkeiten zeigen einen Schrein (mit dem Sarg des Neferhotep, der jedoch nicht sichtbar ist), verschiedene Begräbnisrituale und Trauerweiber. Trauergäste und Trauerweiber kommen auf Booten an. Eine Szene zeigt eine Werkstatt, die Särge produziert. Mehrmals ist Neferhotep vor einem Opfertisch dargestellt. Einmal sieht man ihn und seine Gemahlin vor der Baumgöttin, wie diese ihnen Wasser reicht. 
Die Darstellung des Paares vor einem Sonnenhymnus ist als Relief ausgeführt. Ein weiteres Mal sieht man die beiden vor den Lokalheiligen Amenhotep I. und Ahmose Nefertari. Es zeigt eine Darstellung des Amun-Tempels von Karnak mit dem Heiligen See. Arbeiter sind bei der Arbeit in den Marschen und Werkstätten dargestellt. Die Darstellung der Magazine des Amun-Tempels gehört zum Arbeitsalltag des Neferhotep.

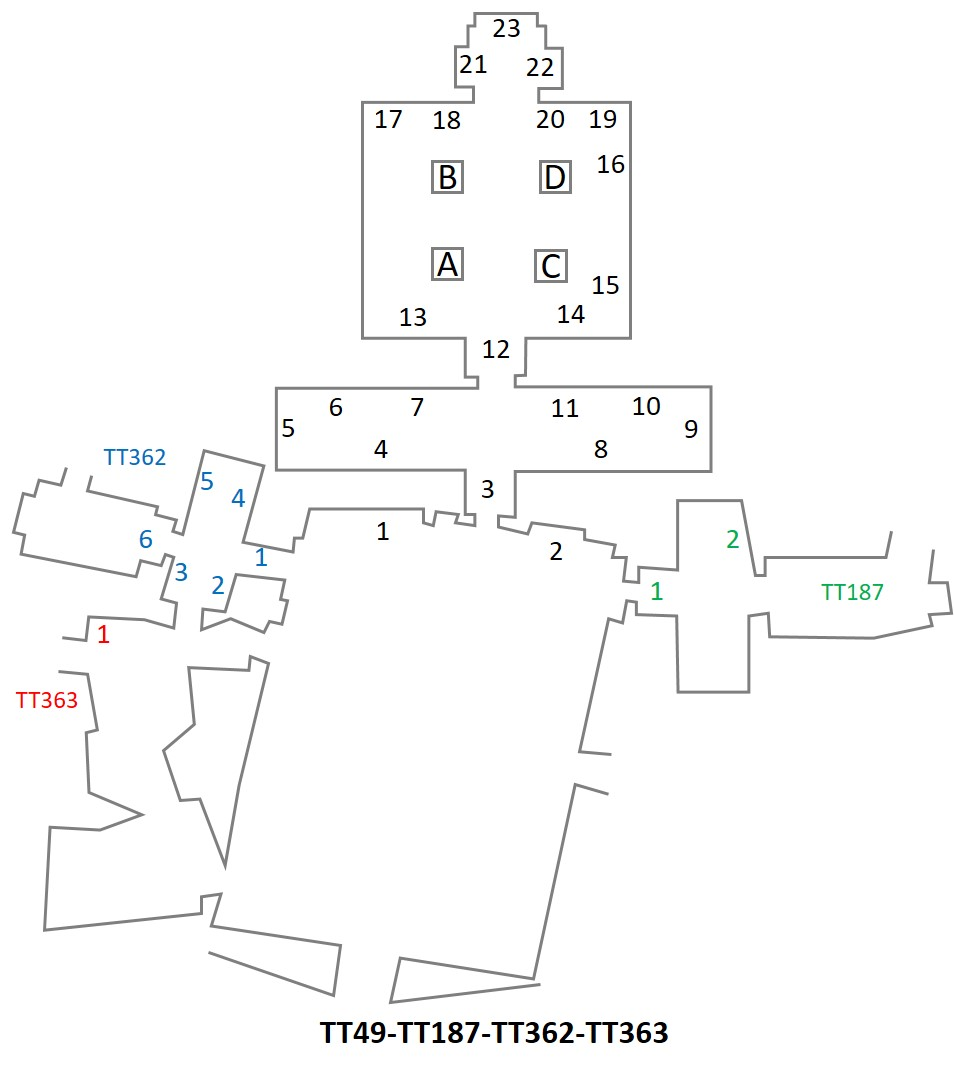
Plan des Grabes
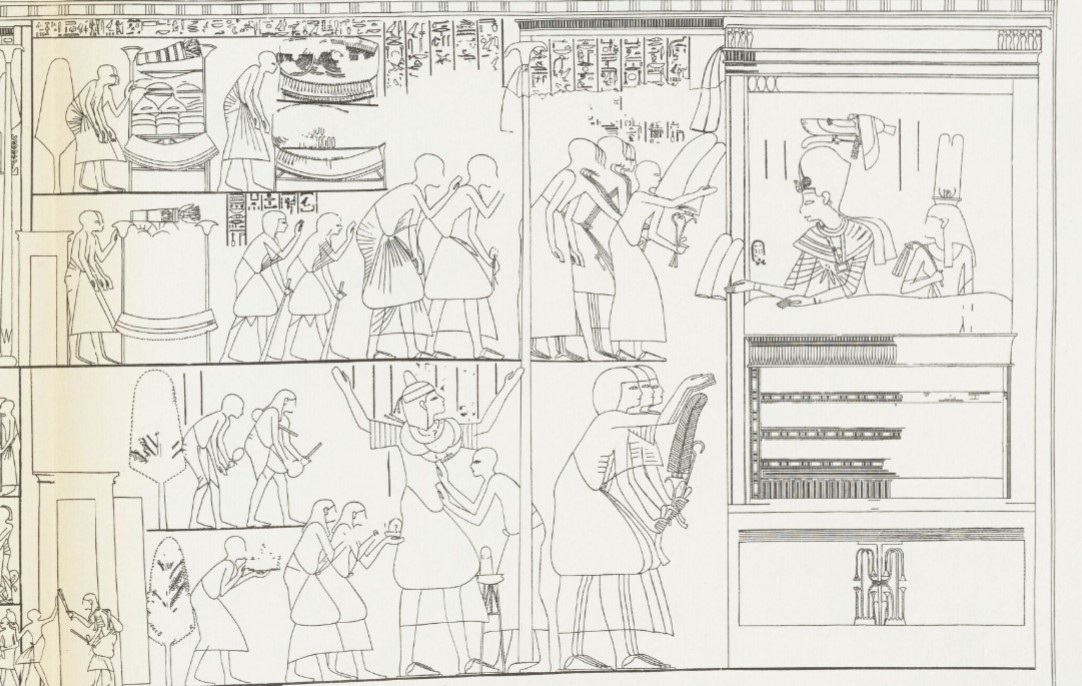
Darstellung des Erscheinungsfensters des königlichen Palastes mit Eje II.
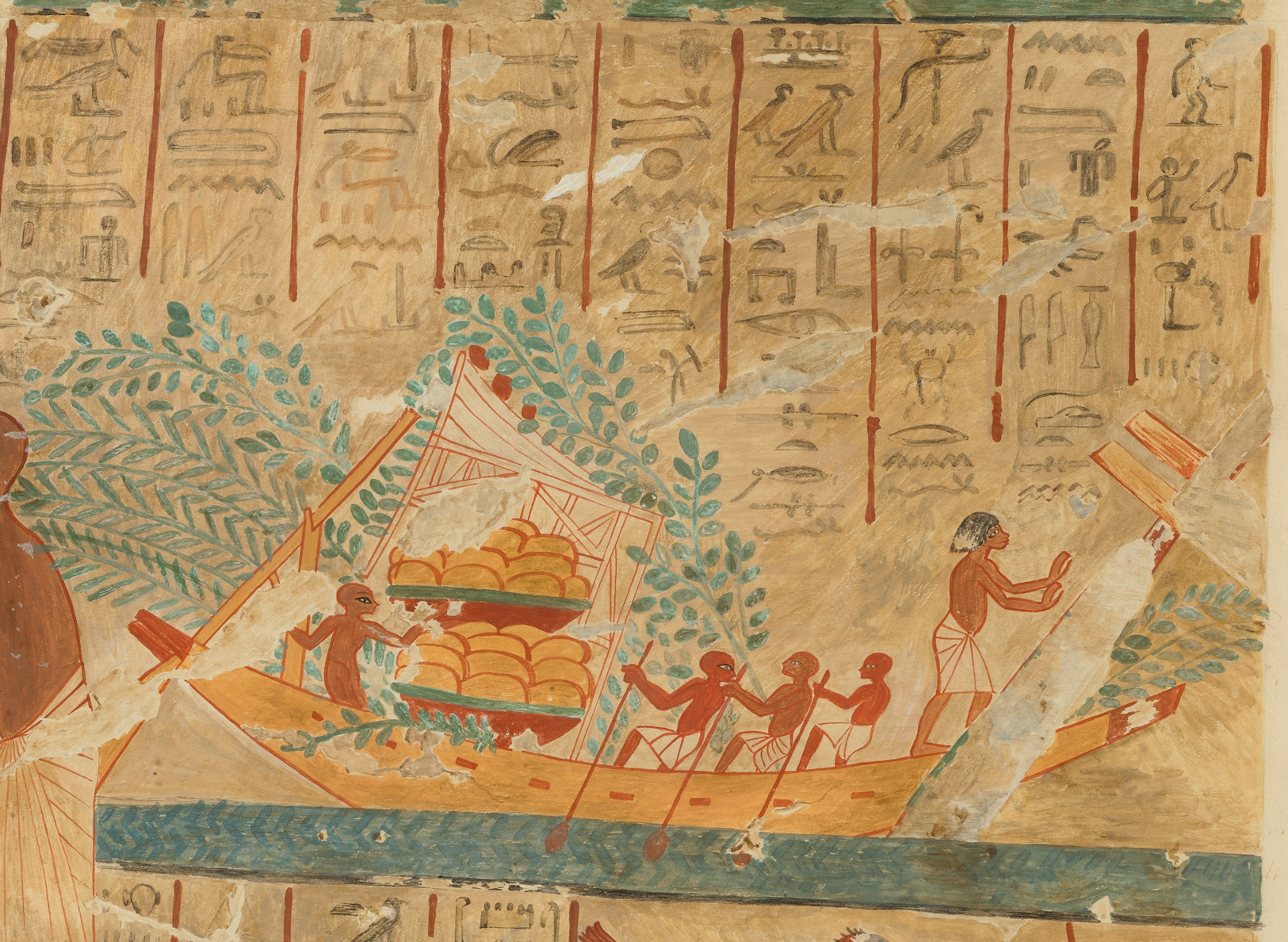
Boot
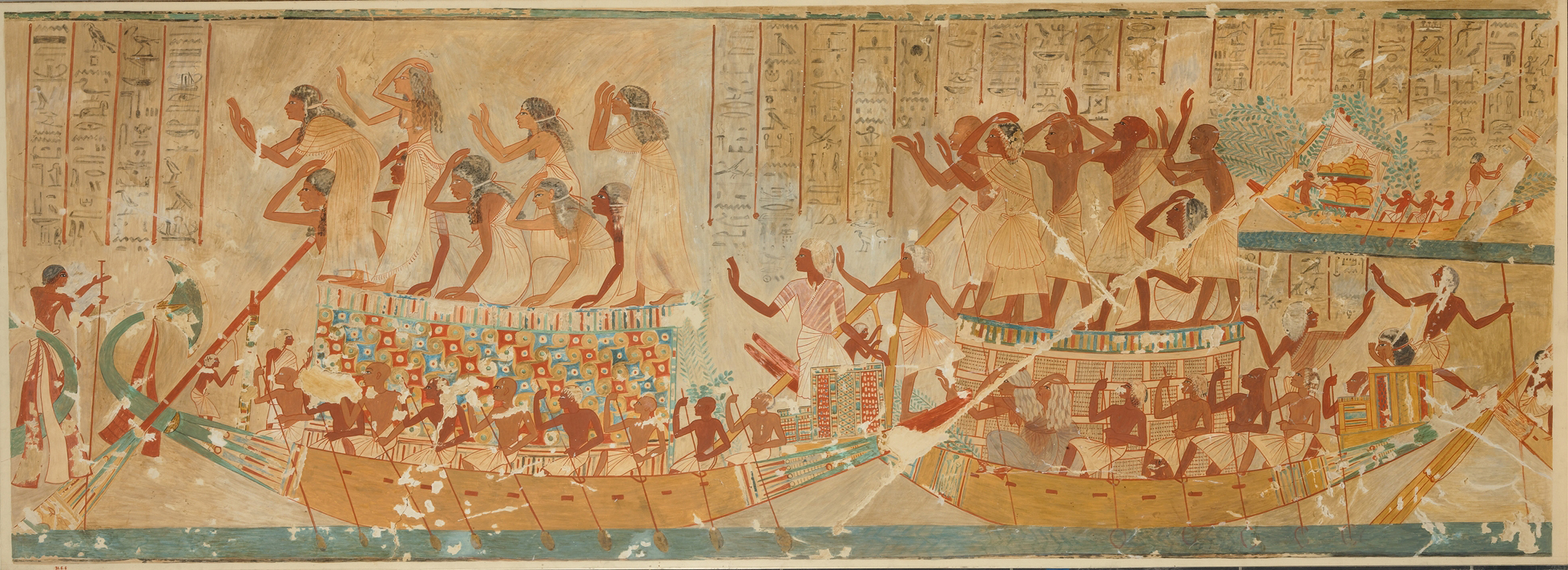
Trauergäste auf Booten